# Praga RV
Le Praga RV (V = Vojenský = Militaire) était la version tout-terrain (6×4) du modèle Praga R destiné à l'armée tchécoslovaque.

## Histoire

### Contexte historique
À la fin des années 1920, les camions légers à six roues avec deux essieux arrière moteurs (6x4) ont été développés dans tous les pays européens. Ces véhicules offraient une mobilité "hors route" accrue car le poids du véhicule était réparti sur six roues au lieu de quatre d'où une meilleure portance dans les terrains mous. En revanche, les véhicules à traction intégrale (6x6) présentaient un problème important : les joints spéciaux pour entraîner l'essieu avant directeur, soumis à une usure très importante, compliqués à fabriquer car nécessitant un acier spécial trempé. C'est pourquoi, à l'époque, ils ont préféré se passer de l'essieu avant moteur et de se contenter d'une version 6x4. L'ancêtre de ces véhicules était le Renault MH de 1924, dont très peu d'exemplaires ont été construits jusqu'en 1929 pour les armées française et polonaise. Dans les années 1930, il y eut les Mercedes-Benz G 3a, Magirus M206, Büssing NAG G31 et Krupp-Protze (de) en Allemagne, le Crossley IGL, plusieurs modèles Morris en Grande-Bretagne, le Steyr 640 en Autriche, le Fiat 611 Dovunque en Italie, GAZ-AAA en Russie et l'Isuzu Type 94 (de) au Japon. Ils étaient tous équipés d'une transmission 6×4 et la plupart étaient dérivés de camions normaux à quatre roues (4×2) avec une charge utile d'environ 1,5 t en ajoutant un essieu arrière supplémentaire au châssis.
Ces véhicules étaient chers en raison de leurs trois essieux et, à la fin des années 1930, les camions légers à roues motrices (4x4), qui disposaient à peu près les mêmes capacités tout-terrain mais à un prix inférieur, ont été préférés.
En 1935, le camion à six roues (6×4) Praga RV (V = Vojensky = Militaire), dérivé du camion Praga R, apparaît. D'après les numéros de châssis, le modèle a été construit de 1935 à 1940 (en 1935 : 50 exemplaires, 1936 : 1 895 ex., 1937 : 27 ex., 1938 : 342 ex., 1939 : 974 ex. et 1940 : 2 ex.). Parmi ceux-ci, 1 638 ont été livrés à l'armée tchécoslovaque, le reste exporté dans divers autres pays : Roumanie, Iran, Suède, Suisse, Pérou (12 ex.) Polen und die Türkei genannt. Nach einer polnischen Quelle wurden die für Polen bestimmten Praga RV dort ab Juli 1939 in Lizenz gefertigt, Pologne et Turquie. Selon une source polonaise, les Praga RV destinés à la Pologne auraient été fabriqués sous licence à partir de juillet 1939 [5] . Cela semble peu probable, d'autant plus que l'usine Praga d'Auschwitz Oświęcim-Praga ne comptait qu'une trentaine d'employés, c'était donc plus atelier de réparation qui n'aurait été, en aucun cas, en mesure de produire en série des camions tout-terrain de ce type. Il s’agissait, semble-t-il, plutôt de camions que le Reich allemand livrait en 1939 comme compensation à la taxe de transit pour l’utilisation des chemins de fer polonais pour le transit des trains vers la Prusse. Pour y accéder, il fallait emprunter les chemins de fer passant par le corridor polonais, et pour cela, le Reich devait payer des frais de transit annuels [6] (comme la République Fédérale payait les frais de transit pour l'utilisation des autoroutes vers Berlin-Ouest jusqu'en 1989). Après que l'Empire allemand ait abandonné l'étalon-or, l'Allemagne a cherché à payer sous forme de troc, en livrant des marchandises, principalement des produits finis hautement spécialisés, à la Pologne au lieu de payer en devises étrangères. Dans les années 1930, pour la même raison, un certain nombre de camions Krupp seraient arrivés en Pologne et auraient été utilisés par l'armée polonaise. En 1939, après l'occupation de la Tchécoslovaquie, le Reich allemand possédait de nombreux Praga RV dont la  la Wehrmacht ne savait pas quoi faire car ne disposant pas de stock de pièces détachées. La livraison à la Pologne était donc le choix évident. Selon certaines sources, il semble qu'environ 300 véhicules auraient été livrés.
Lors de la désintégration de la Tchécoslovaquie en mars 1939, le matériel de l'armée tchécoslovaque a été réparti entre l'Allemagne et en la Slovaquie. Les camions en attente de livraison ont été récupérés directement par le Reich allemand, pour la Wehrmacht, probablement aussi pour la Roumanie et la Pologne. La Wehrmacht a utilisé le camion tout-terrain léger comme véhicule radio et téléphone Kfz. 19, Kfz. 21, Kfz. 23, mais aussi sous le nom de Kfz. 61/62/63/64).

## Variantes
Le Praga RVR (Type R, Vojensky Radio) était une variante du Praga RV, un Praga RV avec une carrosserie en caisson aménagée en radio. 16 exemplaires été équipés en 1936, 28 en 1938 et 15 en 1939, soit un total de 59 exemplaires.
Après la guerre, en 1948, Praga fabriqua 15 autres exemplaires pour l'armée tchécoslovaque sous le nom de Praga RVM, sans aucune différence avec les versions d'avant-guerre.
Le Praga RV ne doit pas être confondu avec la Praga AV. Bien que les deux modèles soient équipés du même moteur et d'une transmission 6×4, l'AV était une voiture à six places et était donc beaucoup plus légère que le camion RV.

## Caractéristiques techniques
Le véhicule pesait 2,92 tonnes à vide pour une charge utile de 1,5 à 2 tonnes, mesurait 5,69 mètres de long et 2,0 m de large. L'empattement était de 3,10 + 0,92 m. Le moteur à essence six cylindres de 3 468 cm3, commun au camion Praga RN at aux voitures Praga Golden et Praga AV, avait un alésage de 80 mm et une course de 115 mm, développait 68 ch et permettait au véhicule d'atteindre une vitesse de 70 km/h. La transmission avait 8 vitesses avant et deux vitesses arrière. La consommation était très élevée, de 35 à 40 litres d'essence aux 100 km.